# Diocese de Diamantino
A Diocese de Diamantino (Dioecesis Adamanteae) é uma circunscrição eclesiástica da Igreja Católica no Brasil, pertencente à Província Eclesiástica de Cuiabá e ao Conselho Episcopal Regional Oeste II da Conferência Nacional dos Bispos do Brasil, sendo sufragânea da Arquidiocese de Cuiabá. A sé episcopal está na catedral Imaculada Conceição, na cidade de Diamantino, no estado do Mato Grosso.

## Histórico
A Prelazia de Diamantino foi erigida a 22 de março de 1929, pelo Papa Pio XI, desmembrada da Arquidiocese de Cuiabá. Foi elevada à dignidade de diocese pelo Papa João Paulo II no dia 16 de outubro de 1979.

## Demografia
Em 2021, a diocese contava com uma população aproximada de 463 mil habitantes, com 60,4% de católicos. Seu território tem uma área de 112,9 km², dividido em 18 paróquias.

## Bispos
Ao longo de sua história, a diocese teve cinco bispos.
|                 | Nome                           | Período   | Notas                              |
| Bispos          | Bispos                         | Bispos    | Bispos                             |
| --------------- | ------------------------------ | --------- | ---------------------------------- |
| 5º              | Vital Chitolina, S.C.J.        | 2011-     | Atual                              |
| 4º              | Canísio Klaus                  | 1998-2010 | Nomeado Bispo de Santa Cruz do Sul |
| 3º              | Agostinho Willy Kist, S.J.     | 1982-1998 |                                    |
| 2º              | Henrique Froehlich, S.J.       | 1971-1982 | Nomeado Bispo de Sinop             |
| 1º              | Alonso Silveira de Mello, S.J. | 1955-1971 |                                    |
| Bispo coadjutor |                                |           |                                    |
|                 | Canísio Klaus                  | 1998      |                                    |